# (92525) Delucchi
(92525) Delucchi est un astéroïde de la ceinture principale.

## Description
(92525) Delucchi est un astéroïde de la ceinture principale. Il fut découvert le 28 juillet 2000 à Gnosca par Stefano Sposetti. Il présente une orbite caractérisée par un demi-grand axe de 2,44 UA, une excentricité de 0,22 et une inclinaison de 2,2° par rapport à l'écliptique.

## Compléments